# .25-20 Winchester
El calibre .25-20 Winchester o WCF (Winchester Center Fire) se desarrolló en 1895 para el rifle de palanca Winchester Modelo 1892, como resultado de ajustar el cuello del casquillo del .32-20 Winchester. A inicios del siglo XX, se volvió un calibre popular para la caza menor, desarrollando alrededor de 1460 ft/s (pies por segundo) en la boca del cañón, con balas de 86 granos, aunque, dos años antes, Marlin Firearms Co. había ya ajustado el cuello del casquillo del 32-20 Winchester y lo había llamado el .25-20 Marlin, por lo que, para 1889, ya había sido recamarado en las carabinas palanqueras Marlin.
Aunque el .25-20 ha sido utilizado para cazar cérvidos e incluso se usó para lograr el récord James Jordan Buck, que fue registrado en 1914, es ahora raramente usado para la caza mayor o considerado ético.
El .25-20 Winchester es a veces confundido con el .25-20 Single Shot, pero no son intercambiables.